# 10034 Birlan
A 10034 Birlan (ideiglenes jelöléssel 1981 YG) a Naprendszer kisbolygóövében található aszteroida. Edward L. G. Bowell fedezte fel 1981. december 30-án.